# Équipe d'Arabie saoudite de rugby à XV
L'équipe d'Arabie saoudite de rugby à XV rassemble les meilleurs joueurs de rugby à XV d'Arabie saoudite.

## Histoire
Bien qu'une équipe nationale soit constituée dans le début des années 2000, le premier test-match reconnu par les instances de World Rugby a lieu en 2016, contre la Jordanie.